# 대한민국 민법 제1020조
대한민국 민법 제1020조는 제한능력자의 승인ㆍ포기의 기간에 대한 민법 상속법 조문이다. 본 조는 2011년 3월 7일 법률 제10429호로 일부 개정되었으며, 2013년 7월 1일부터 시행되었다.

## 조문
제1020조(제한능력자의 승인ㆍ포기의 기간) 상속인이 제한능력자인 경우에는 제1019조 제1항의 기간은 그의 친권자 또는 후견인이 상속이 개시된 것을 안 날부터 기산(起算)한다.

## 판례

### '상속개시 있음을 안 날'의 의미
- 상속개시의 원인이 되는 사실의 발생을 알고 이로써 상속인이 되었음을 안 날을 말한다.[1]

## 같이 보기
- 상속
- 기산
- 대한민국 민법 제1019조